# Chunra doarna
Chunra doarna är en insektsart som beskrevs av Webb 1983. Chunra doarna ingår i släktet Chunra och familjen dvärgstritar. Inga underarter finns listade i Catalogue of Life.